# Alberto Grassi
Alberto Grassi (* 7. März 1995 in Brescia) ist ein italienischer Fußballspieler. Er ist Mittelfeldspieler.

## Karriere

### Verein
Grassi wurde 2014 von der Jugend in den Profikader von Atalanta Bergamo übernommen. In der Saison 2014/15 stand Grassi zwar oft im Kader, kam jedoch nur selten zum Einsatz. Sein Debüt in der Serie A absolvierte er am 22. November 2014 bei der 1:2-Niederlage gegen die AS Rom. Bis zum Ende der Spielzeit, die Atalanta knapp über den Abstiegsrängen beendete, kam er noch in zwei weiteren Spielen zum Einsatz. In der Folgesaison gehörte Grassi regelmäßig zum Personal auf dem Feld und machte auf sich aufmerksam. Im Januar 2016 wechselte Grassi zur SSC Neapel, blieb jedoch in der Rückrunde 2015/16 ohne Einsatz, weshalb er für die Spielzeit 2016/17 an seinen Heimatverein Atalanta Bergamo verliehen wurde. In der besten Saison der Vereinsgeschichte von Atalanta kam er in 18 Spielen zum Einsatz. Nach seiner Rückkehr im Sommer 2017 nach Neapel folgte ein weiteres Leihgeschäft mit Aufsteiger SPAL Ferrara. Im August 2018 folgte eine dritte Leihe, dieses Mal zweijährig zu Parma Calcio. Diese verpflichteten ihn im Anschluss fest. 2021 verlieh Parma ihn für eine Saison an Cagliari Calcio und 2022 ebenfalls für ein Jahr an den FC Empoli.

### Nationalmannschaft
Von 2011 bis 2017 lief Grassi regelmäßig für verschiedene Junioren-Nationalmannschaften Italiens auf.